# Lackabzug

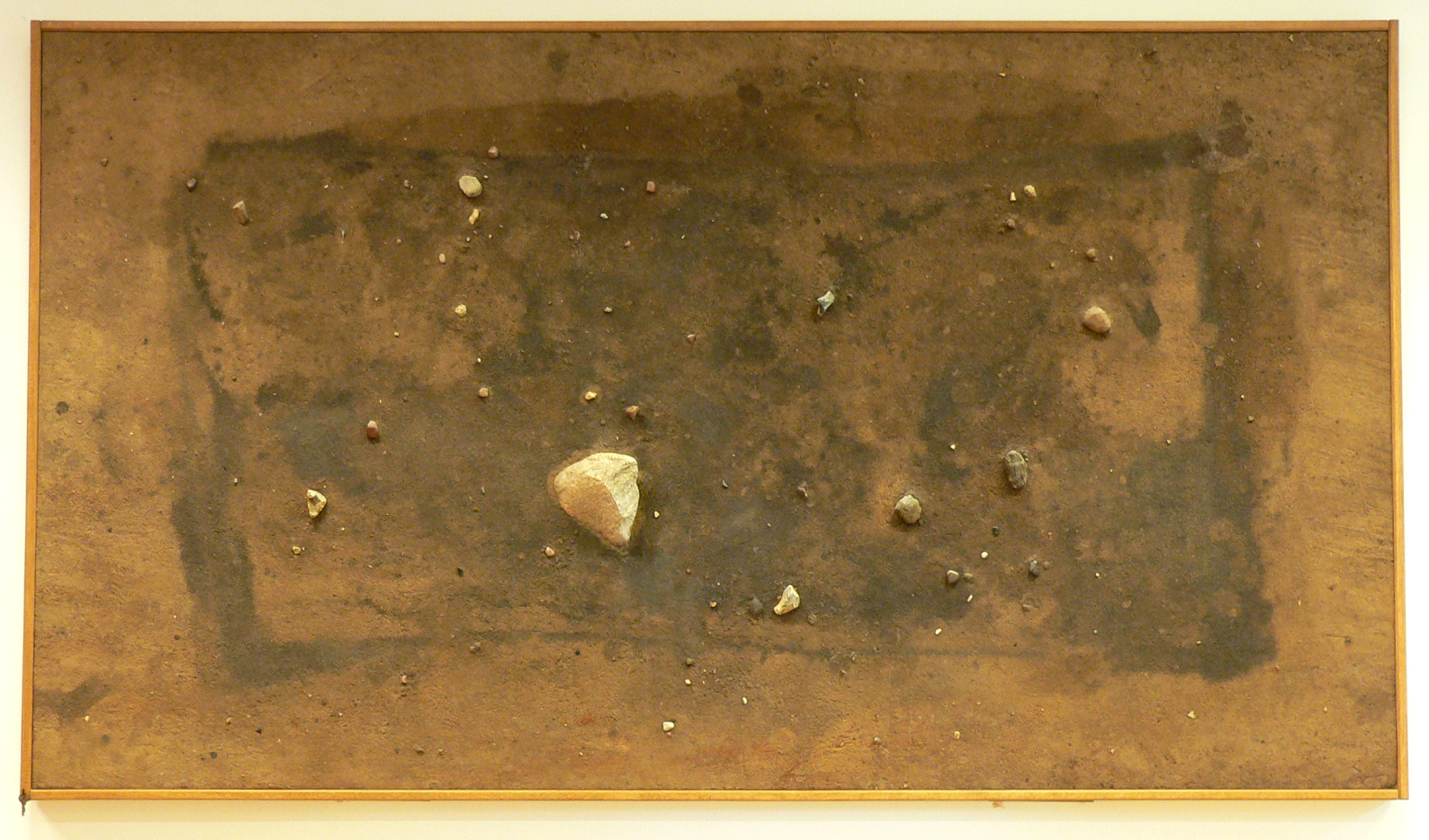
Lackabzug eines Holzkammergrabes auf dem spätsächsischen Gräberfeld der Siedlungskammer Rullstorf

Ein Lackabzug (auch Lackprofil, Lackfilm, Bodenprofil, Erdschichtenbild, Sedimenttransferpräparat genannt) ist das Ergebnis eines Verfahrens, das die naturgetreue Bergung von Lockergesteinen (zum Beispiel Kies, Sand, Schluff, Ton), aber auch Torf mit gut sichtbaren sedimentologischen, tektonischen, archäologischen oder paläontologischen Spuren erlaubt. Die Entnahme von Lackprofilen aus Böden mit größeren Steinen, mit höheren Steingehalten bzw. mit wassergesättigtem Torf oder Artefakten ist oft schwierig; dort wird oft die sogenannte Kastenprofilmethode bevorzugt.

## Beschreibung

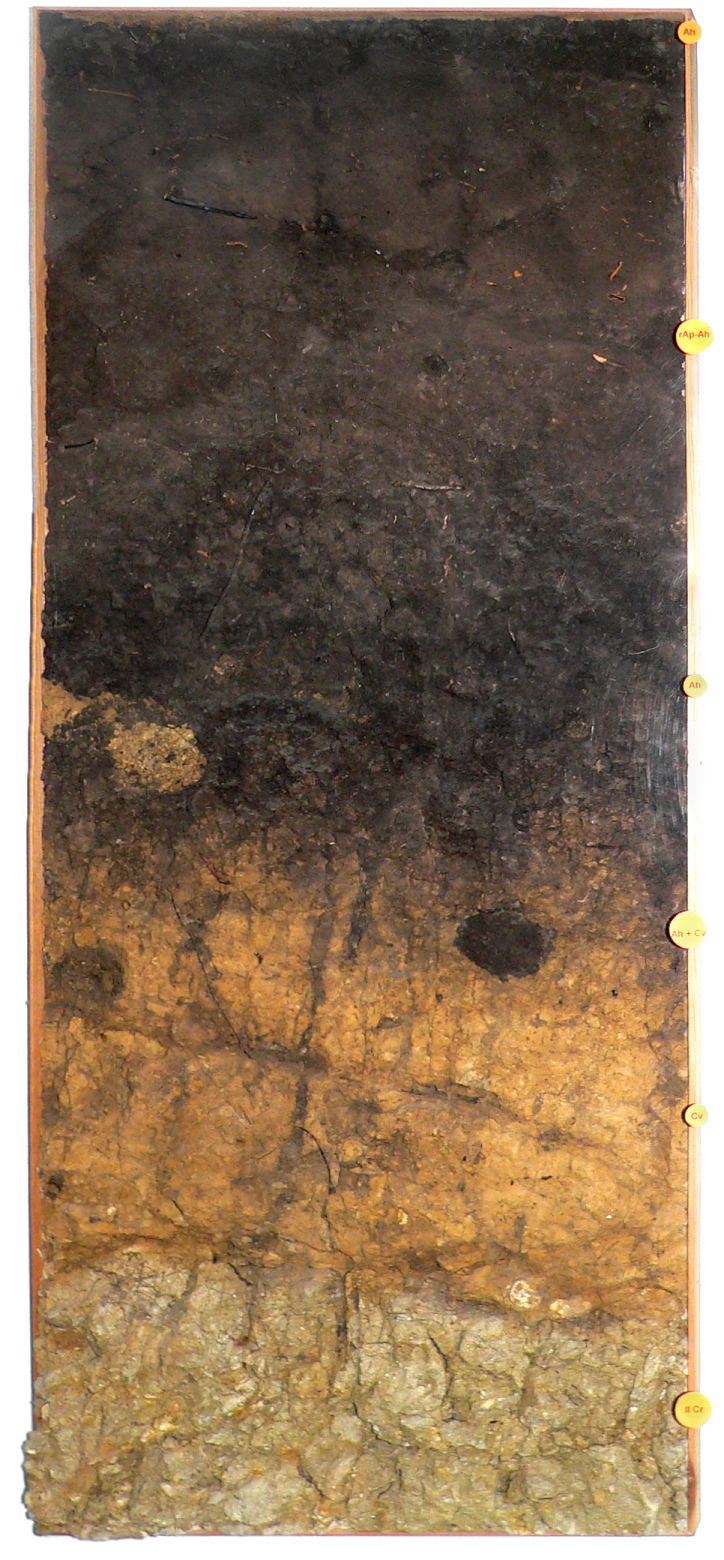
Bodenprofil als Lackabzug aus dem Aseler Wald mit Schwarzerde auf Löss

Ein Lackabzug gibt naturgetreu, jedoch spiegelbildlich, einen Ausschnitt der vielfältigen geologischen Ablagerungen in lockeren Sedimenten wieder. In aufwändigen Arbeitsschritten werden mit Hilfe von Kunstharzen und Lacken dünne aber farbgetreue, strukturierte und plastische Schichten eines Böschungsausschnittes herauspräpariert und dauerhaft auf einer festen Unterlage fixiert. Durch die inzwischen zur Verfügung stehenden Speziallacke sowie die Verfeinerung der Arbeitsschritte entwickelte sich die Methode zur heutigen Perfektion.
Die Technik des Lackabzugs wurde um 1930 durch den Geologen und Paläontologen Ehrhard Voigt für die Bergung von Wirbeltier-Fossilien des Geiseltales bei Halle (Saale) entwickelt; Voigt selbst nannte sie Lackfilmmethode. Eine fotografische Dokumentation vermag wichtige erdgeschichtliche Fakten, die bis in den mikroskopischen Bereich gehen können, nicht so eindrucksvoll und ohne Verzerrungen wiederzugeben.
„Geowissenschaftliche Dokumentation beschäftigt sich heute nicht mehr allein mit dem Sammeln und aufbewahren von Fossilien, Mineralien und Gesteinen. Auch die oft nur vorübergehend zugänglichen Profilwände unserer Aufschlüsse sind wichtige geologische Dokumente, die es zu bergen und zu konservieren gilt“, sagte Ehrhard Voigt anlässlich der Geo-Dokumenta 1975 in Braunschweig.
Dies trifft insbesondere auch auf die in Sand- und Kiesgruben freigelegten, meist kurzlebigen Böschungen mit ihren geologischen und bodenkundlichen Formen und Strukturen zu. Diese Lokalitäten erschließen, in einem erdgeschichtlich oftmals weit zurückreichenden Überblick, ständig neue Bilder der Erdgeschichte. Um diese einzigartigen Spuren der Vergangenheit festzuhalten, wurde schon vor Jahren durch Wissenschaftler, Präparatoren und engagierte Privatleute mit der geowissenschaftlichen Dokumentation durch Lackabzüge begonnen.
Die auf Ehrhard Voigt zurückgehenden Lackabzüge werden auch zur Sicherung von Fingerabdrücken eingesetzt.

## Größter geogeschichtlicher Lackabzug

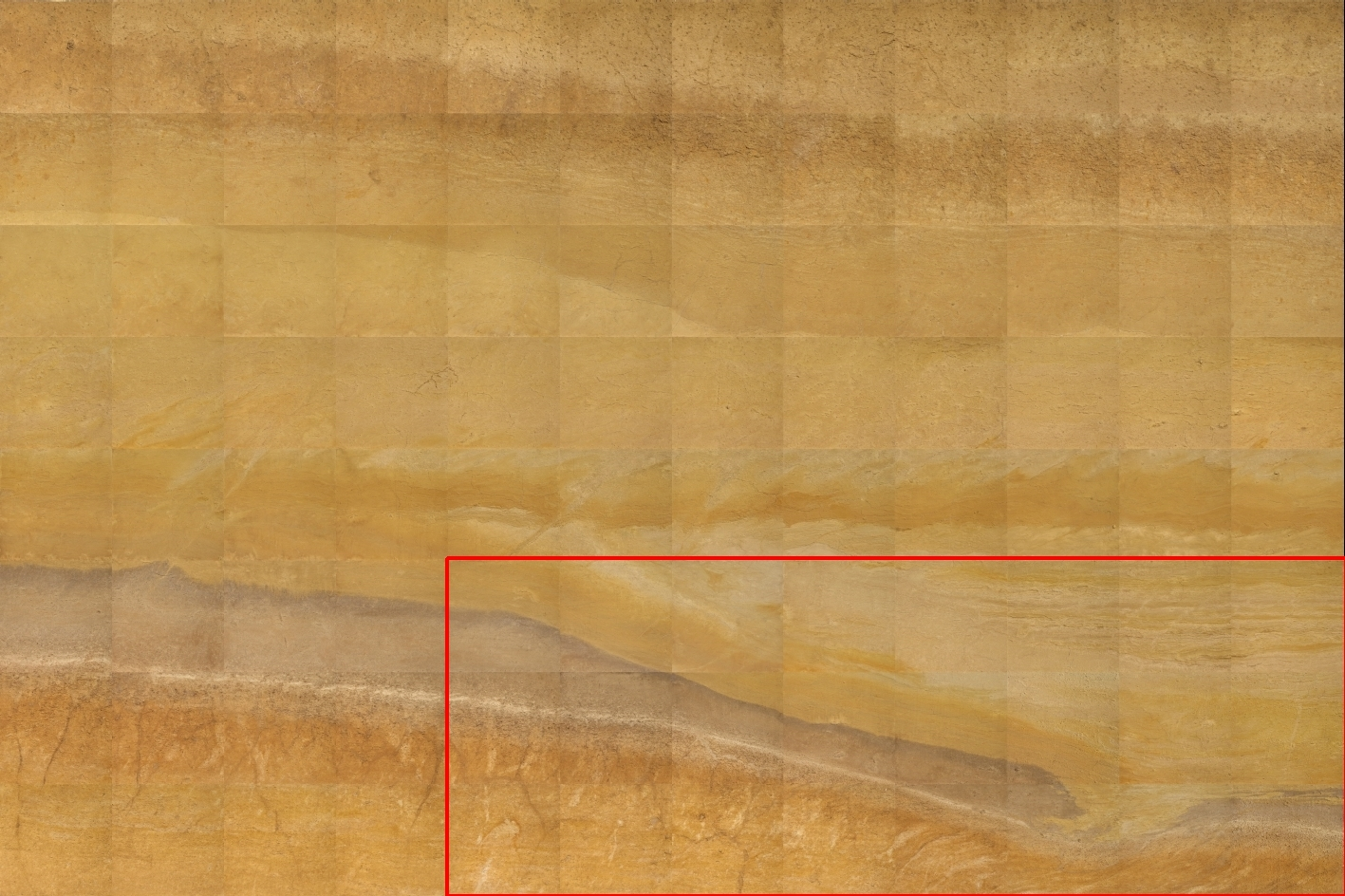
Größtes Lackprofil aus dem Elsbachtal bei Garzweiler (12 × 8 m) mit beim Geologischen Dienst NRW präsentiertem Ausschnitt (8 × 3 m)

Der größte geogeschichtliche Lackabzug wurde 2005/2006 durch Ulrich Lieven und Jürgen Bläser im Tagebau Garzweiler der RWE Power AG angefertigt. Er zeigt unter anderem das dunkelbraune Band eines eemzeitlichen Bodens, welches zur Zeit des Neandertalers die Erdoberfläche war. Der gesamte Lackabzug ist 12 m breit und 8 m hoch und wurde in 96 Kacheln von je 1 m² Größe angefertigt. Anlass für diese Arbeit war die Ausstellung „Roots - Wurzeln der Menschheit“, die von Juli bis November 2006 im Rheinischen Landesmuseum Bonn die wichtigsten Urmenschenfunde im Original zeigte.
Ein großer Ausschnitt (8 × 3 m) dieses Lackabzuges ist im August 2007 als Dauerleihgabe an den Geologischen Dienst Nordrhein-Westfalen in Krefeld abgegeben worden. Das Exponat kann dort besichtigt werden.
Eine weitere Methode, Bodenprofile zu konservieren, ist das Kastenprofil. Hierbei werden Bodensäulen (Bodenmonolithe) zunächst im Gelände mit einem (Holz-)Kasten entnommen. Die Trocknung erfolgt im Labor. Danach wird der Boden mit Lack getränkt, auf eine Holzplatte aufgeklebt und anschließend die Bodenstruktur herauspräpariert. Fast alle mehr oder weniger bindigen Böden sind dazu geeignet. Eine besondere Herausforderung sind steinhaltige Böden.
Mit dieser Methode kann das Bodengefüge sehr gut herausgearbeitet werden, besonders bei größeren Bodenaggregaten. Ein Nachteil ist, dass die entnommenen Monolithe – je nach Größe – sehr schwer sind. Zudem dauert die Bearbeitung länger als bei anderen Methoden (u. a. wegen der Trocknung des Monolithen).
In der modernen Kunst werden Lackabzüge zunehmend auch als eigenständige Kunstwerke angefertigt und angeboten.